# Todo cambió
Todo cambió è un singolo della cantante statunitense Becky G, pubblicato nel 2017 dalla Sony Music Latin e dalla RCA Records.
Successivamente sono stati pubblicati due remix, uno con il gruppo CNCO e uno con il cantante Justin Quiles.